# 2016年夏季奥林匹克运动会中国皮划艇队
参加2016年夏季奥林匹克运动会的中国皮划艇队共计40人，其中运动员23人，官员与工作人员17人，领队刘刚。

## 人员构成
- 领队：刘刚
- 皮划艇静水

- 皮划艇激流回旋